# 拉利耶島
拉利耶島（英語：Rallier Island）是南極洲的島嶼，屬於威廉群島的一部分，處於布斯島西北端以西0.5公里，由讓-巴蒂斯特·夏古率領的法國探險隊發現，現時由南極條約體系管理。